# 月花霧幻譚〜TORICO〜
『月花霧幻譚〜TORICO〜』（げっかむげんたん とりこ）は、1996年6月28日にセガ・エンタープライゼスより発売されたセガサターン用ソフトである。ジャンルはアドベンチャーゲーム。
北米にて『LUNACY』（ルナシー）、欧州では『TORICO』（トリコ）のタイトルで発売された。

## 概要
1993年に発売され人気を博したメガCD用ソフト『夢見館の物語』、1994年に発売されたセガサターン用アドベンチャーゲーム『真説・夢見館 扉の奥に誰かが…』に続くシリーズ三作目。外伝的な位置づけの作品であり、旧作の登場人物の多くや舞台となった狩人の館は登場せず、前二作とストーリーの関連は薄い。シリーズ中の時間軸上では第一作目より前の時代の物語にあたる。
3Dポリゴンで描かれた街を移動し、情報を集め「月の街」への道を探索するゲームである。メディアのCD-ROMは2枚組で、現世を舞台とした凶兆編と、異世界を舞台とした崩壊編に分かれている。プレーヤーの行動によってゲームの内容が異なるマルチエンディング機能を搭載している。

## ストーリー
4年前に記憶を失ってしまった主人公・フレッドは、過去の自分を知る人を探して旅をしていた。
ところが立ち寄った「霧の街」で、よそ者というだけで牢屋に入れられてしまう。
同じ牢屋で知り合ったアントニーの手助けで牢屋を脱出し街から逃げ出そうとするが、あえなく捕らえられ、街の有力者であるゴードンの前へと突き出される。
ゴードンは、フレッドの額にある紋章が、街に伝わる「不老不死の都 月の街」の伝説と関係があるのではという。伝説では「月の街」へ行けばどんな願いでも叶い、そこから現世に戻ろうとすると、額に紋章が描かれ記憶は失われるといい、そして、この街にその「月の街」へと続く道が存在するという。
ゴードンはフレッドにその道を探すことを命じ、もし探せなかった場合には命は無いと脅す。

## 登場人物
フレッド（FRED）
声 - 子安武人
本作の主人公で、4年前に記憶を失い自分を知る人を探し旅をしている青年。前の街ではフレッドと呼ばれていたため、そう名乗っている。額に謎の紋章がある。
ゴードン（GORDON）
声 - 中田和宏
豪華な屋敷を持ち、霧の街を支配下に置く男。街の伝説にある「不老不死の都 月の街」をフレッドに探すよう脅迫する。しかしその月の街に興味はなく、日々の退屈しのぎとしか考えていない。4年前の花嫁失踪事件より人の心を無くしている。
アントニー（ANTHONY）
声 - 有本欽隆
牢屋で出会った男。蝶のコレクターであり、周りから奇異な目で見られている。そのせいでよく牢屋に入れられている。「月の街」には興味があり協力してくれる。
マック（MAC）
声 - 石森達幸
時計屋の主人。時計屋なのに時計を売っておらず、時計を修理したり、集めたりしている。時計のことしか頭になく、良い時計が手に入ればご機嫌らしい。
モース（MORSE）
声 - 長島雄一
ゴードンの主治医。気難しく人間嫌いでもありゴードン以外の病人を診ることは滅多に無い。
ローズ（ROSE）
声 - 遠藤晴
花屋の女主人。フレッドに協力的。ゴードンの屋敷に花を卸すのが仕事。
ハル（HAL）
声 - 瀧本富士子
ローズの息子。明るくて、ほがらかな性格。
ハンナ（HANNAH）
声 - 榊原良子
宿屋の女主人。霧の街に住む絵描きと付き合っていた。しかし絵描きはゴードンの手により家とともに焼かれてしまった。
グレイ（GRAY）
声 - 梅津秀行
4年前に無理矢理、娘のルイスをゴードンに取られ結婚させられそうになり、娘はそれが原因で失踪してしまった。それを今でも恨んでいる。風車小屋の管理をしている。
ルイス（LOUISE）
声 - 白鳥由里
グレイの娘。
ザブー（ZABOO）
声 - 藤田淑子
ゴードンの秘書。ゴードンに特別な感情を持つ。妙に月の街の伝説について詳しい。
ジェイド（JADE）
声 - 大塚芳忠
ゴードンの子分。ゴードンの命令であれば放火、殺人をも平気で犯す。フレッドの動きを監視している。
レイ（RAY）
声 - 翠準子
月の街の番人の老婆。来訪者に対しけして敵対的ではないが、掟を破る者に対してはその限りではない。
メグ（MEG）
声 - 白鳥由里
月の街の住人の少女。来訪者に対し好意的であり手助けをしてくれる。

## 舞台
霧の街
領主ゴードンにより支配された街。圧政・独裁により住民達の生活は理不尽に管理されており、ゴードンの許可無しには商業活動をはじめ自由な社会生活を営む事が出来ない。また、部外者に対する風当たりが非常に強い。イタリアの古都アッシジを街並みのモデルとしている。
月の街
辿り着いた者はいつまでも幸せに暮らし続ける事ができると語り継がれ、4年に一度、霧の街より道が開かれる異世界。街の番人や住人、幻想的に光る美しい蝶などが住む。月の魔力に支配された異空間であり、現世での常識は通用しない。

## スタッフ
- 原案・協力：竹本健治
- 企画：土屋佳緒里
- 絵コンテ：祝浩司
- 作曲：鈴木日出男、神保直明
- 音響：玉田佳央子、井上雅晴
- プログラム：谷川健一、古幡真一
- 映像：武田則子、岡村光、高見典宏、渡辺真理
- 録音制作：株式会社 AUDIO・タナカ
- オープニング・エンディングミュージック：野見祐二
- スーパーバイザー：伊佐弘、マーク・フリント、佐藤浩一
- プロデューサー：山田辰夫、吉永匠
- 監督：丸濱博之
- マニュアル：三井弘幸、竹林勇人、中里治
- 製作：株式会社セガ・エンタープライゼス

## 評価
- ゲーム誌『ファミ通』の「クロスレビュー」では浜村通信 / 水ピン / 渡辺美紀 / 羽田隆之の各レビュワーにより8 / 6 / 7 / 8点の合計29点（満40点）を獲得した[2]。

- ゲーム誌『SATURN FAN』の読者投票による「ゲーム通信簿」での評価は21.8点（満30点）となっている[3]。

| 項目 | キャラクタ | 音楽 | お買得度 | 操作性 | 熱中度 | オリジナリティ | 総合 |
| 得点 | 4.0        | 3.8  | 3.4      | 3.3    | 3.6    | 3.6            | 21.8 |

- ゲーム誌『セガサターンマガジン』の読者投票による「読者レース」での最終評点・順位は、7.9678点（満10点）で945タイトル中403位である[4]。

## 関連書籍
月花霧幻譚〜TORICO〜 オフィシャルガイド（セガサターンマガジン編集部 編 〈SSM BOOKS〉）
1996年8月8日初版　ISBN 9784797300444
ゲーム攻略情報、設定資料、スタッフインタビューのほか、原案を手がけた竹本健治による短編サイドストーリー「蝶の弔い」を収録している。

月花霧幻譚〜TORICO〜外伝（福井健太 著 〈ソフトバンクゲームノベルズ〉）
1996年10月24日初版　ISBN 9784797301144
「DISC A 凶兆編」と「DISC B 崩壊編」の二部で構成される。記憶を無くした主人公が辿り着いた街で独裁者ゴードンに捕えられ、月の街の探索を命じられるという大まかな流れは本編と共通するが、舞台となる街が「時の街」、主人公が名乗る仮の名が「サイモン」となっているほか、月の街へ至る道のりや結末も異なる。本編に連なるサイドストーリーではなく、本編を別世界の物語として再構成した独立した作品となっている。挿絵イラストはかわかじゅんによる。